# Sichelmo
Sichelmo (... – post 978) è stato un vescovo italiano, nel X secolo, in carica dal 964, dopo Rambaldo.

## Biografia
Fu un vescovo di eccezionale virtù, rispetto al suo predecessore che scialacquò i beni episcopali.
Ci è pervenuto l'atto di una donazione fatta da lui e i suoi fratelli di alcune terre nella zona di Trespiano per la chiesa di San Giovanni di Firenze il 4 agosto del 967. esiste anche quello di una concessione livellaria dell'anno precedente.
Concesse al vescovo di Metz le preziose reliquie di San Miniato, ricevendo in cambio territori sulla Sieve dall'Imperatore Ottone II nel 978.